# Kapellenbildstock Hauptmannsbild

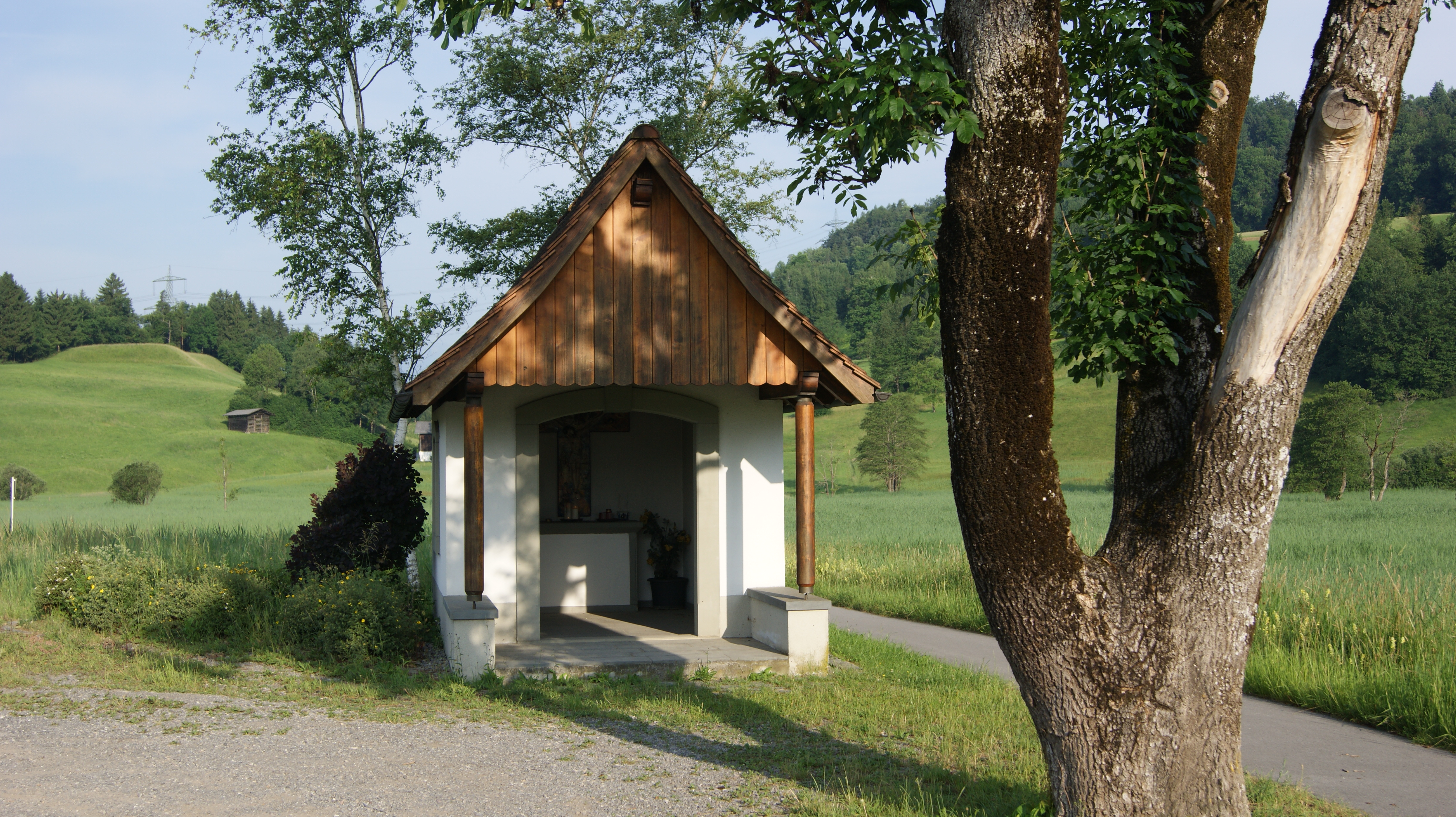
Kapellenbildstock Hauptmannsbild (Blick von Osten)

Der römisch-katholische Kapellenbildstock Hauptmannsbild (auch S’Bildle) in der Gemeinde Satteins im Bezirk Feldkirch in Vorarlberg gehört zur Pfarrkirche Satteins und damit zum Dekanat Feldkirch der Diözese Feldkirch. Der Kapellenbildstock ist der hl. Maria Magdalena geweiht.

## Lage
Der Kapellenbau (etwa 476 m ü. A.) steht in Satteins in der Parzelle „Hauptmannsbild“ recht einsam an der L54, Walgaustraße und trägt keine Hausnummer. Das Bauwerk ist vom Ortszentrum von Satteins etwa 1,2 Kilometer Luftlinie entfernt und von den nächsten Wohnhäusern etwa 400 m.

## Geschichte
Der erste Kapellenbildstock wurde 1640 an einem Weg zwischen Mugastielbühel und Kristbühel erbaut. Der Erzählung nach aus dem Gelöbnis des Hauptmanns Heinrich Siglär (auch: Sigleer) heraus, da er unbeschadet aus dem Dreißigjährigen Krieg zurückgekehrt ist. Für die Erhaltung wurde von Hauptmann Siglär fünf Gulden jährlich an Zins gestiftet. 1718 wurde der Kapellenbildstock renoviert.
1870 wurde die Hauptstraße zwischen Frastanz und Satteins umgelegt und der Kapellenbildstock lag nun abseits der neuen Hauptstraße. 1875 wurde der Kapellenbildstock durch die Nachkommen des Stifters an den heutigen Standort verlegt. Der Kapellenbildstock verfiel mit den Jahren auch aufgrund widriger Verhältnisse des Untergrunds. 1993 musste der Kapellenbildstock von Grund auf erneuert werden. Dies erfolgte durch die Handwerkerzunft Satteins, dabei wurde der Kapellenbildstock geringfügig verschoben. Am 9. Juli 1995 wurde der Kapellenbildstock im Rahmen einer Festveranstaltung eingeweiht.

## Kapellenbau
Der eingeschoßige Kapellenbildstock ist ein nach allen Seiten freistehender einfacher Steinbau mit etwa 4,5 m Giebelhöhe und nimmt eine Fläche von rund 18 m² ein. Es handelt sich um einen Bau mit rechteckiger Grundform und in West-Ost-Ausrichtung. Der Kapellenbau unterscheidet sich von einem gewöhnlichen Bildstock dadurch, dass es begehbar ist und eine relevante räumliche Tiefe aufweist.
Der Zugang ist nicht durch einen Türe versperrt und wird von einem Sandsteinbogen gewährleistet. Es befindet sich kein Glockendachreiter auf dem Satteldach, das mit Biberschwanzdachziegeln gedeckt ist. Der Bau selbst ist weitgehend weiß verputzt.
Der Betraum und Altarraum sind voneinander nicht abgegrenzt und ist zum Dachstuhl hin offen. Der mittelbraun lackierte Dachstuhl wird als gestalterisches Element eingesetzt. Die Fensterscheiben sind durch eine sechseckige Grundstruktur aufgelockert.

## Ausstattung

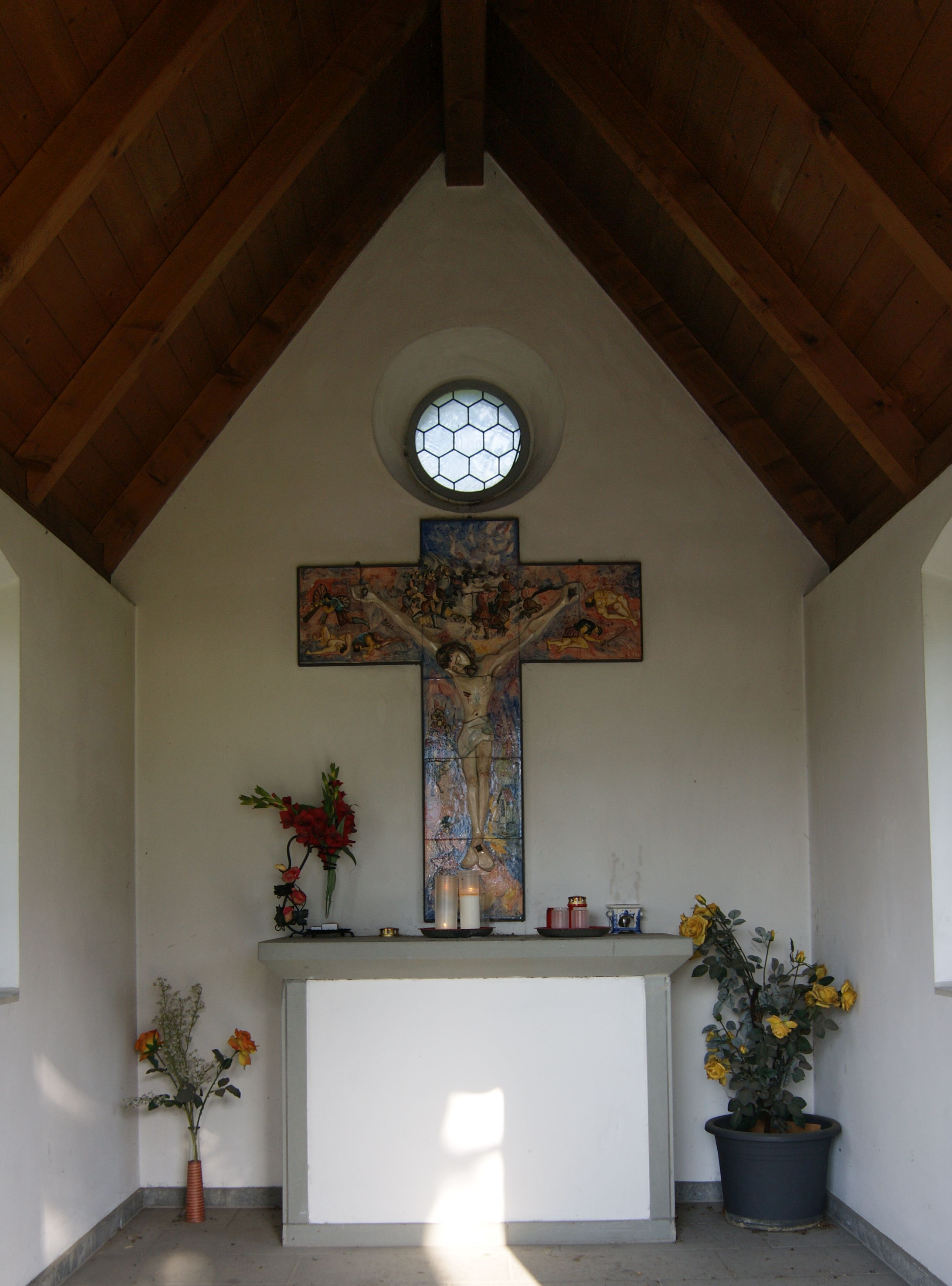
Der Altar mit dem Keramikkreuz von Reinhard Welte aus Satteins

Die Einrichtung ist schlicht gehalten und wird vom Altar und insbesondere vom Altarbild, einem Keramikkreuz mit Christus im Halbrelief dominiert. Das Keramikkreuz wurde vom Maler und Bildhauer Reinhard Welte aus Satteins geschaffen. Es besteht aus neun Einzelplatten. Die Bemalung erfolgte mit Unterglasurfarben (matt) zum Thema Dreißigjähriger Krieg. Gesamtgröße des Kreuzes: 140 × 120 cm.
Oberhalb des Kreuzes befindet sich ein sandsteingefasstes Rundfenster (Ochsenauge), das interessante Lichteffekte im Innenraum hervorruft.